# Dasaratha
Dasaratha är ett släkte av fjärilar. Dasaratha ingår i familjen säckspinnare.
Kladogram enligt Catalogue of Life:
| Dasaratha | \| \| Dasaratha canarensis \| \| \| \| \| \| Dasaratha himalayana \| \| \| \| |
|           | \| \| Dasaratha canarensis \| \| \| \| \| \| Dasaratha himalayana \| \| \| \| |
|           | Dasaratha canarensis                                                          |
|           |                                                                               |
|           | Dasaratha himalayana                                                          |
|           |                                                                               |